# مهرجان إدنبرة الدولي للكتاب
مهرجان إدنبرة الدولي للكتاب (بالإنجليزية: Edinburgh International Book Festival اختصارًا EIBF) هو مهرجان للكتاب يقام في الأسابيع الثلاثة الأخيرة من شهر أغسطس من كل عام في ساحة شارلوت في وسط مدينة إدنبرة عاصمة إسكتلندا. وصف بأنه المهرجان الأكبر من نوعه في العالم، يستضيف المهرجان جلسات مركزة من المحادثات والمناقشات الثقافية والسياسية، إلى جانب برنامج فعاليات للأطفال.
يتزامن المهرجان مع مهرجان إدنبرة الدولي ومهرجان إدنبرة فرينج، بالإضافة إلى الأحداث الأخرى التي يتألف منها مهرجان إدنبرة. نيك بارلي هو المخرج للمهرجان.

## التاريخ
أقيم مهرجان الكتاب الأول في خيمة في إدنبرة عام 1983. وكان في البداية حدثاً يقام كل عامين، وبدأ يُقام سنوياً في عام 1997. المهرجان يعتبر حدث دولي كبير وسط إحتفالات إدنبرة بالفنون المشهورة في أغسطس ويتزايد عدد زوار المهرجان سنوياً حيث بلغ عدد زائريه 225,000 زائر في عام 2015. ربما نتيجة لهذا الحدث، تم تسمية إدنبرة كأول مدينة أدب تابعة لليونسكو في عام 2004. تم إلغاء المهرجان في ساحة شارلوت في عام 2020 بسبب جائحة كورونا، ولكن تم عقد بعض أحداث المهرجان عبر الإنترنت.

## الفعاليات
في عام 2016، كان هناك أكثر من 800 كاتب وآخرين من أكثر من 55 دولة في الأيام السبعة عشر التي استمر فيها المهرجان. تراوحت الأحداث من ورش عمل للكتابة، وفعاليات تعليمية، وحلقات نقاش، ومحادثات وعروض لكتاب وشعراء وكتاب مسرحيين وموسيقيين ورسامين ومؤرخين وفلاسفة عالميين. وهناك فعاليات لكل من البالغين والأطفال.
تميزت المهرجانات السابقة بحظور:
- مارغريت آتوود
- جوردون براون
- آلان بينيت
- دوغلاس كوبلاند
- سيباستيان فولكس
- فرانز فيرديناند
- آل جور
- جيرمين غرير
- ألكسندر سميث
- فال مكديرميد
- كانديا ماكويليام
- يان مارتل
- جورج مونبيوت
- توني موريسون
- هارولد بنتر
- إيان رانكين
- جي كي رولينغ
- سلمان رشدي
- دارين شان
- سوزان سونتاج
- زادي سميث
- أندرو أوهاجان

يحدث برنامج الأطفال مع البرنامج العام. بدمج ورش العمل وسرد القصص وحلقات النقاش وأحداث المؤلفين وتوقيع الكتب، يحظى برنامج الأطفال بشعبية لدى كل من الجمهور والمدارس على حد سواء، وهو من بين أكبر أحداث الكتب والقراءة في العالم للشباب. يجذب بأنتظام مؤلفين مثل جاكلين ويلسون وجوان لينجارد وتشارلي هيغسون وآن فاين.
يوجد أيضاً برنامج أونبوند الذي يقام في المساء، عن طريق الموسيقى والكلمات، يقام البرنامج برعاية جين إدنبرة.
في مايو 2016، أقيم حدث أدبي رائد عبر الأقمار الصناعية، نظمه مهرجان الكتاب في فالكيرك بعنوان لاندوردز. في أغسطس 2016، باستخدام الأسم بوكد!، أقام مهرجان الكتاب فعاليات في ثلاثة مواقع أخرى في اسكتلندا (أبردين وغرينوك وجالاشييلز). تم تمويل هذا التوسع جزئياً عن طريق يانصيب البريد الشعبي.

## المكان
يقام مهرجان الكتاب بشكل أساسي في مجموعة من الخيام في حدائق ساحة شارلوت في إدنبرة، في الطرف الغربي من شارع جورج. ومنذ عام 2017، توسع الحدث جزئياً في شارع جورج، للتعامل مع أعداد الزوار وأيضاً لتقليل من تأثير المهرجان على الحدائق المملوكة للقطاع الخاص.